# Rondeletia harrisii
Rondeletia harrisii är en måreväxtart som beskrevs av Ignatz Urban. Rondeletia harrisii ingår i släktet Rondeletia och familjen måreväxter. Inga underarter finns listade i Catalogue of Life.